# Cisteller ala-roig
El cisteller ala-roig (Pseudasthenes steinbachi) és una espècie d'ocell de la família dels furnàrids (Furnariidae).

## Hàbitat i distribució
Viu en zones de vegetació baixa, normalment a prop de l'aigua dels Andes de l'oest de l'Argentina.